# Басовщина
Басовщина (укр. Басівщина) — село,
Ворожбянский сельский совет,
Лебединский район,
Сумская область,
Украина.
Код КОАТУУ — 5922982402. Население по переписи 2001 года составляло 6 человек .

## Географическое положение
Село Басовщина находится на левом берегу реки Ворожба, которая через 17 км впадает в реку Псёл.
На расстоянии до 1,5 км расположены сёла Хильковое, Червоное и Ворожба.